# Cannabinoide

Das in Hanf natürlich vorkommende Cannabinoid Tetrahydrocannabinol (THC)

Cannabinoide sind Transformationsprodukte und synthetische Analoga einiger Terpenphenole, die hauptsächlich in der Hanfpflanze (Cannabis sativa bzw. Cannabis indica) gefunden wurden. Die Erforschung von Cannabinoiden führte zur Entdeckung des Endocannabinoid-Systems. Körpereigene Substanzen, die ähnliche pharmakologische Eigenschaften haben, werden Endocannabinoide genannt. Neuere Forschung zeigt, dass auch andere Pflanzen Phytocannabinoide produzieren, die genauso wie die Cannabinoide der Hanfpflanze am Endocannabinoid-System wirken.
Medizinisch werden Cannabinoide in verschiedenen Anwendungsgebieten eingesetzt, etwa bei neuropathischen Schmerzen und Spastiken (Zubereitungen aus Cannabisblüten), bei Appetitlosigkeit bei HIV/AIDS sowie Übelkeit und Erbrechen unter einer Chemotherapie (Nabilon, Dronabinol), sowie bei bestimmten kindlichen Epilepsieformen (Cannabidiol).

## Phytocannabinoide

### Phytocannabinoide der Hanfpflanze

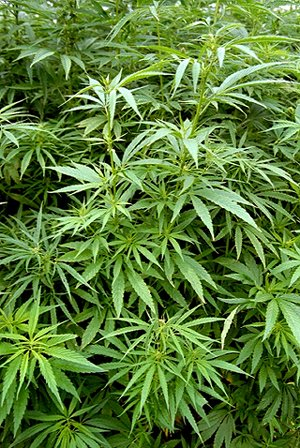
Hanf (Cannabis sativa)

Die Hanfpflanze C. sativa enthält mindestens 113 Phytocannabinoide aus der Gruppe der Terpenphenole, die bisher in keiner anderen Pflanze entdeckt wurden. Das am meisten untersuchte Cannabinoid ist Δ9-Tetrahydrocannabinol (Δ9-THC), das 1964 von Yehiel Gaoni und Raphael Mechoulam am Weizmann-Institut für Wissenschaften in Israel isoliert wurde. Cannabinoid-Säuren als Vorläufer neutraler Cannabinoide waren in den 1950er-Jahren wegen ihrer antibiotischen Wirkung bekannt und wurden z. B. in der Tschechoslowakei in der Tiermedizin eingesetzt. Cannabidiol (CBD), ein weiteres wenig psychoaktives Cannabinoid, wird wegen seiner entzündungshemmenden, anti-schizophrenischen und anti-epileptischen Eigenschaften untersucht. Die meisten anderen Cannabinoide wurden auf Psychoaktivität untersucht.
Einige Phytocannabinoide der Cannabispflanze:
| Cannabinoid-Typ         | Anzahl | Cannabinoid-Typ         | Anzahl | Cannabinoid-Typ           | Anzahl | Cannabinoid-Typ | Anzahl |
| ----------------------- | ------ | ----------------------- | ------ | ------------------------- | ------ | --------------- | ------ |
| Δ9-Tetrahydrocannabinol | 9      | Δ8-Tetrahydrocannabinol | 2      | Δ9-Tetrahydrocannabivarin | -      | Cannabidiol     | 7      |
| Cannabigerol            | 6      | Cannabichromen          | 5      | Cannabicyclol             | 3      | Cannabielsoin   | 5      |
| Cannabitriol            | 9      | Cannabinol              | >1     | Cannabinodiol             | >1     | Verschiedene    | 11     |

Cannabis enthält auch eine Vielzahl von Nicht-Cannabinoiden, über 120 verschiedene Terpene und 21 Flavonoide mit verschiedenen pharmakologischen Eigenschaften. Es gibt Hinweise, dass Cannabinoide wie Cannabinol (CBN), Cannabidiol (CBD) und andere die Wirkung von Δ9-THC modifizieren.
Die im Cannabis enthaltenen Cannabinoide haben teilweise entgegengesetzte Wirkungen: Einige Cannabinoide sind u. a. Agonisten der Rezeptoren CB1/CB2, andere äußern hingegen entweder keine Affinität oder sind Antagonisten.
Welche Anteile der Cannabinoide in Cannabis vorhanden sind, variiert stark in Abhängigkeit von Faktoren wie Sorte/Genetik, Lagerbedingungen oder geographischer Herkunft.

### Phytocannabinoide der Hanfpflanze als tabellarische Übersicht
| Phytocannabinoide der Hanfpflanze                             | Phytocannabinoide der Hanfpflanze                                 | Phytocannabinoide der Hanfpflanze                                                          | Phytocannabinoide der Hanfpflanze                                  | Phytocannabinoide der Hanfpflanze                                      |
| Cannabigerol-artige (CBG)                                     | Cannabigerol-artige (CBG)                                         | Cannabigerol-artige (CBG)                                                                  | Cannabigerol-artige (CBG)                                          | Cannabigerol-artige (CBG)                                              |
| ------------------------------------------------------------- | ----------------------------------------------------------------- | ------------------------------------------------------------------------------------------ | ------------------------------------------------------------------ | ---------------------------------------------------------------------- |
| Cannabigerol (E)-CBG-C5                                       | Cannabigerol Monomethylether (E)-CBGM-C5 A                        | Cannabinerolsäure A (Z)-CBGA-C5 A                                                          | Cannabigerovarin (E)-CBGV-C3                                       |                                                                        |
| Cannabigerolsäure A (E)-CBGA-C5 A                             | Cannabigerolsäure A Monomethylether (E)-CBGAM-C5 A                |                                                                                            | Cannabigerovarinsäure A (E)-CBGVA-C3 A                             |                                                                        |
| Cannabichromen-artige (CBC)                                   |                                                                   |                                                                                            |                                                                    |                                                                        |
| (±)-Cannabichromen CBC-C5                                     | (±)-Cannabichromensäure A CBCA-C5 A                               | (±)-Cannabivarichromen, (±)-Cannabichromevarin CBCV-C3                                     | (±)-Cannabichromevarinsäure A CBCVA-C3 A                           |                                                                        |
| Cannabidiol-artige (CBD)                                      |                                                                   |                                                                                            |                                                                    |                                                                        |
| (−)-Cannabidiol CBD-C5                                        | Cannabidiol Monomethylether CBDM-C5                               | Cannabidiol-C4 CBD-C4                                                                      | (−)-Cannabidivarin CBDV-C3                                         | Cannabidiorcol CBD-C1                                                  |
| Cannabidiolsäure CBDA-C5                                      |                                                                   |                                                                                            | Cannabidivarinsäure CBDVA-C3                                       |                                                                        |
| Cannabinodiol-artige (CBND)                                   |                                                                   |                                                                                            |                                                                    |                                                                        |
| Cannabinodiol CBND-C5                                         | Cannabinodivarin CBND-C3                                          |                                                                                            |                                                                    |                                                                        |
| Tetrahydrocannabinol-artige (THC)                             |                                                                   |                                                                                            |                                                                    |                                                                        |
| Δ9-Tetrahydrocannabinol Δ9-THC-C5                             |                                                                   | Δ9-Tetrahydrocannabinol-C4 Δ9-THC-C4                                                       | Δ9-Tetrahydrocannabivarin Δ9-THCV-C3                               | Δ9-Tetrahydrocannabiorcol Δ9-THCO-C1                                   |
| Δ9-Tetrahydro- cannabinolsäure A Δ9-THCA-C5 A                 | Δ9-Tetrahydro- cannabinolsäure B Δ9-THCA-C5 B                     | Δ9-Tetrahydro- cannabinolsäure-C4 A und/oder B Δ9-THCA-C4 A und/oder B                     | Δ9-Tetrahydro- cannabivarinsäure A Δ9-THCVA-C3 A                   | Δ9-Tetrahydro- cannabiorcolsäure A und/oder B Δ9-THCOA-C1 A und/oder B |
| (−)-Δ8-trans-(6aR,10aR)- Δ8-Tetrahydrocannabinol Δ8-THC-C5    | (−)-Δ8-trans-(6aR,10aR)- Tetrahydrocannabinolsäure A Δ8-THCA-C5 A | (−)-(6aS,10aR)-Δ9- Tetrahydrocannabinol (−)-cis-Δ9-THC-C5                                  |                                                                    |                                                                        |
| Cannabinol-artige (CBN)                                       |                                                                   |                                                                                            |                                                                    |                                                                        |
| Cannabinol CBN-C5                                             | Cannabinol-C4 CBN-C4                                              | Cannabivarin CBN-C3                                                                        | Cannabinol-C2 CBN-C2                                               | Cannabiorcol CBN-C1                                                    |
| Cannabinolsäure A CBNA-C5 A                                   | Cannabinolmethylether CBNM-C5                                     |                                                                                            |                                                                    |                                                                        |
| Cannabitriol-artige (CBT)                                     |                                                                   |                                                                                            |                                                                    |                                                                        |
| (−)-(9R,10R)-trans- Cannabitriol (−)-trans-CBT-C5             | (+)-(9S,10S)-Cannabitriol (+)-trans-CBT-C5                        | (±)-(9R,10S/9S,10R)- Cannabitriol (±)-cis-CBT-C5                                           | (−)-(9R,10R)-trans- 10-O-Ethyl-cannabitriol (−)-trans-CBT-OEt-C5   | (±)-(9R,10R/9S,10S)- Cannabitriol-C3 (±)-trans-CBT-C3                  |
| 8,9-Dihydroxy-Δ6a(10a)- tetrahydrocannabinol 8,9-Di-OH-CBT-C5 | Cannabidiolsäure A Cannabitriolester CBDA-C5 9-OH-CBT-C5 ester    | (−)-(6aR,9S,10S,10aR)- 9,10-Dihydroxy- hexahydrocannabinol, Cannabiripsol Cannabiripsol-C5 | (−)-6a,7,10a-Trihydroxy- Δ9-tetrahydrocannabinol (−)-Cannabitetrol | 10-Oxo-Δ6a(10a)- tetrahydrocannabinol OTHC                             |
| Cannabielsoin-artige (CBE)                                    |                                                                   |                                                                                            |                                                                    |                                                                        |
| (5aS,6S,9R,9aR)- Cannabielsoin CBE-C5                         |                                                                   | (5aS,6S,9R,9aR)- C3-Cannabielsoin CBE-C3                                                   |                                                                    |                                                                        |
| (5aS,6S,9R,9aR)- Cannabielsoinsäure A CBEA-C5 A               | (5aS,6S,9R,9aR)- Cannabielsoinsäure B CBEA-C5 B                   | (5aS,6S,9R,9aR)- C3-Cannabielsoinsäure B CBEA-C3 B                                         |                                                                    |                                                                        |
| Cannabiglendol-C3 OH-iso-HHCV-C3                              | Dehydrocannabifuran DCBF-C5                                       | Cannabifuran CBF-C5                                                                        |                                                                    |                                                                        |
| Isocannabinoide                                               |                                                                   |                                                                                            |                                                                    |                                                                        |
| (−)-Δ7-trans-(1R,3R,6R)- Isotetrahydrocannabinol              | (±)-Δ7-1,2-cis- (1R,3R,6S/1S,3S,6R)- Isotetrahydro- cannabivarin  | (−)-Δ7-trans-(1R,3R,6R)- Isotetrahydrocannabivarin                                         |                                                                    |                                                                        |
| Cannabicyclol-artige (CBL)                                    |                                                                   |                                                                                            |                                                                    |                                                                        |
| (±)-(1aS,3aR,8bR,8cR)- Cannabicyclol CBL-C5                   | (±)-(1aS,3aR,8bR,8cR)- Cannabicyclolsäure A CBLA-C5 A             | (±)-(1aS,3aR,8bR,8cR)- Cannabicyclovarin CBLV-C3                                           |                                                                    |                                                                        |
| Cannabicitran-artige (CBT)                                    |                                                                   |                                                                                            |                                                                    |                                                                        |
| Cannabicitran CBT-C5                                          |                                                                   |                                                                                            |                                                                    |                                                                        |
| Cannabichromanon-artige (CBCN)                                |                                                                   |                                                                                            |                                                                    |                                                                        |
| Cannabichromanon CBCN-C5                                      | Cannabichromanon-C3 CBCN-C3                                       | Cannabicoumaronon CBCON-C5                                                                 |                                                                    |                                                                        |

### Phytocannabinoide anderer Pflanzen
Forscher an der Eidgenössischen Technischen Hochschule in Zürich haben 2006 gezeigt, dass N-Isobutylamide aus Echinacea eine neue Klasse von potenten Cannabinoidmimetika darstellen, die an die peripheren CB2-Cannabinoid-Rezeptoren auf Immunzellen binden, aber nicht an die CB1-Rezeptoren im zentralen Nervensystem. Somit ist Cannabis sativa nicht die einzige Pflanze, die Cannabinoid-Rezeptor-Liganden herstellt.
Beta-Caryophyllen kommt in diversen Gewürzpflanzen vor und ist auch ein CB2-Cannabinoid. Yangonin aus der Kavapflanze (Piper methysticum) und diverse Catechine aus der Teepflanze (Camellia sinensis) wirken ebenfalls als CB1-Rezeptoragonisten.

## Endocannabinoide
Anandamid, 2-Arachidonylglycerol, O-Arachidonylethanolamid, N-Arachidonoyldopamin, γ-Linolenoylethanolamid, Docosatetraenoylethanolamid und 2-Arachidonylglycerylether sind körpereigene Cannabinoide (Endocannabinoide), die als Neurotransmitter am Endocannabinoid-System wirken.

## Synthetische Cannabinoide

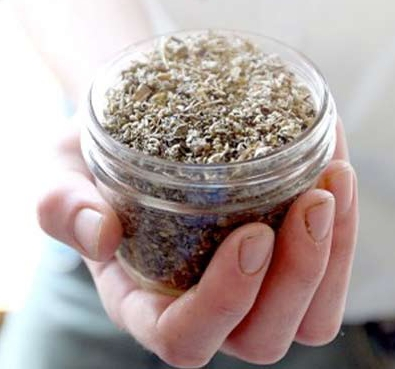
Spice, eine psychoaktive Kräutermischung, welche mit synthetischen Cannabinoiden versetzt ist.

Künstliche Cannabinoide können sowohl halbsynthetisch hergestellt werden, d. h. aus natürlichen Cannabinoiden, als auch vollsynthetisch aus einfachen Grundstoffen. Synthetische Cannabinoide werden medizinisch genutzt und dienen in der Neurowissenschaft dazu, die Cannabinoidwirkung im Gehirn zu verstehen. Anwendung finden sie auch in Kräutermischungen als legaler Cannabisersatz.
Einige synthetische Cannabinoide sind z. B.
| CP-55,940: 1974 synthetisiert, 40–50x so potent wie Δ9-THC | CP-47,497: (in der Modedroge "Spice" als Hauptwirkstoff nachgewiesen)                                             | HU-210: 100–800-fache Potenz bezogen auf THC, soll nach Tierversuchen eine zellwachstumsfördernde und antidepressive Wirkung haben | HU-211: ist das Enantiomer von HU-210                                                           |
| HU-308 | HU-331 | RCS-4 | RCS-8                                                                                           |
| SR-141716A: Ist ein selektiver CB1-Antagonist und war kurzzeitig für die Gewichtsreduktion als Arzneimittel zugelassen. Es wird außerdem als Raucherentwöhnungsmittel untersucht. | Nabilon: Wird in der Onkologie zur Behandlung der Nebenwirkungen einer Chemotherapie als Antiemetikum eingesetzt. | 9-nor-9beta-Hydroxyhexahydrocannabinol (Beta-HHC)                                                                                  | JWH-015: Forschungschemikalie; löst Zelltod in Thymozyten aus. Ein mögliches Immunsuppressivum. |
| JWH-018: in der Modedroge "Spice" als Wirkstoff nachgewiesen | JWH-019: in der Modedroge "Spice" als Wirkstoff nachgewiesen                                                      | JWH-073: in der Modedroge "Spice" als Wirkstoff nachgewiesen                                                                       | JWH-081                                                                                         |
| JWH-122: in Räuchermischungen nachgewiesen | JWH-133: Forschungschemikalie; zeigt entzündungs- und krebshemmende Eigenschaften in Tiermodellen.                | JWH-200 | JWH-203                                                                                         |
| JWH-210 | JWH-250 | JWH-251 | JWH-398                                                                                         |
| AM-2201: in Räuchermischungen nachgewiesen | AM-694 | CB-25 | CB-52                                                                                           |
| WIN 55,212-2 | WIN 55,212-3 | 5F-MDMB-PICA |                                                                                                 |

## Analytik der Cannabinoide
Zur zuverlässigen Analytik der Cannabinoide kann die Kopplung von HPLC und Massenspektrometrie (HPLC-MS) nach Extraktion des Probenmaterials eingesetzt werden. Zur sicheren Identifizierung und Quantifizierung von AM-694 und seinen Metaboliten in biologischem Material kann zur Probenvorbereitung die SPE mit anschließender GC-MS oder HPLC-MS eingesetzt werden.

## Rechtslage
Deutschland
Einige Cannabinoide sind dem Betäubungsmittelgesetz unterstellt bzw. fallen unter das Gesetz zur Bekämpfung der Verbreitung neuer psychoaktiver Stoffe und sind daher nur eingeschränkt oder nur mittels Rezept als Arzneimittel erhältlich.
Schweiz
In der Schweiz muss für eine Therapie mit Dronabinol vom Arzt eine patientenspezifische Ausnahmebewilligung bei dem Bundesamt für Gesundheit (BAG) beantragt werden. Da Dronabinol keine Pflichtleistung der Krankenkassen ist, muss eine Kostenübernahme im Vorfeld und im Einzelfall abgeklärt werden; bei manchen Kassen braucht es dafür eine Zusatzversicherung. Bereits über 500 Patienten mit Amyotrophe Lateralsklerose, Angststörungen, Epilepsie, Morbus Crohn, Parkinson-Krankheit, Polyarthritis, Restless-Legs-Syndrom, Tourette-Syndrom oder Tumorschmerzen profitieren von der ärztlichen Verschreibung von Cannabidiol. Multiple-Sklerose-Betroffene können das rezeptpflichtige Medikament Sativex, das CBD und THC enthält, gegen Verkrampfungen einnehmen. Im Bundesamt für Gesundheit wird angenommen, dass etwa 100.000 Personen illegal Cannabisprodukte zur Selbstmedikation anwenden.
Seit 2011 ist in der Schweiz Cannabisanbau mit einem THC-Gehalt bis zu 1 % zulässig, dies vor allem wegen der natürlichen Schwankungen in den Hanfpflanzen; zuvor lag der Grenzwert bei 0,3 %, der aber nicht regelmäßig eingehalten werden konnte.